# Зица
Зица (грч. Ζίτσα) село је и општина у Јањинском округу, Епир, Грчка. Седиште општине је село Елеуза. Општина има површину 565.566 km2, општинска јединица 65.868 km2, заједница 29.169 km2.

## Општина
Садашња општина је формирана реформом локалне самоуправе из 2011. године спајањем следећих 5 бивших општина, који су постали општинске јединице:
- Екали (Асфака, Вататадес, Влачатано, Гаврисји, Лигопса, Метаморфоси, Пецали)
- Евримерес (Делвинакопуло, Климатија, Кокиночома, Лефкотеа, Палијури, Раико, Сулопуло, Василопуло)
- Молосои (Аетопетра, Чинка, Деспотико, Довла, Еклисочори, Фотеино, Гиурганиста, Граница, Границопула, Гримпово, Калочори, Курента, Полидоро, Радовизи, Ризо, Вереники, Вуцарас, Вросина, Врисула, Залонго)
- Пасаронас (Агиос Јоанис, Анаргирои, Ано Лапсиста, Елеуса, Грамено, Като Лапсиста, Лофискос, Лингос, Мега Гардики, Неочори, Ператис, Петралона, Полилофо, Родотопи, Вагенити, Вуноплагија, Зоодочос)
- Зица (Дафнофито, Карица, Литхино, Протопаппас, Зица)

## Познати људи
- Јеремија I (16. век), Патријарх Цариградски
- Димитриос Зицеус, добротвор
- Димитриос Сарос (1870—1938), писац